# 사빌라 누르
사빌라 누르(벵골어: সাবিলা নূর, 1995년 5월 27일 ~ )는 방글라데시의 배우, 모델이다.